# Bishopella laciniosa
Bishopella laciniosa is een hooiwagen uit de familie Phalangodidae. De wetenschappelijke naam van Bishopella laciniosa gaat terug op Crosby & Bishop.